# Aan het ontbijt
Ved frokostbordet og morgenaviserne (Nederlands letterlijk Aan de ontbijttafel en de ochtendkrant, kortweg Aan het ontbijt) is een schilderij van de Deense kunstschilder Laurits Andersen Ring, geschilderd in 1898, olieverf op doek, 52 x 40,5 centimeter groot. Het toont een rustig ontbijttafereel, met een ruggelings naar de kijker gekeerde vrouw die de krant leest. Het werk bevindt zich sinds 1946 in het Nationalmuseum te Stockholm.

## Context
Aan het einde van de negentiende eeuw zochten veel jonge schilders in Scandinavië naar balans tussen het realistisch afbeelden van de werkelijkheid en het overbrengen van eigen gevoelens en een diepere waarheid. De invloeden vanuit het impressionisme en het symbolisme speelden daarbij een belangrijke rol, zeker ook in het werk van L.A. Ring, waarin bovendien de invloed van het japonisme herkenbaar is. Daarmee had hij kennis gemaakt via zijn vriend Karl Madsen, die er een boek over schreef. Aan het ontbijt is een typerend voorbeeld waarin al deze invloeden samen komen.

## Afbeelding
Aan het ontbijt toont de vrouw van de kunstenaar, Sigrid Kähler (1874-1923), zelf ook schilderes, die ongestoord de krant Politiken leest aan een ontbijttafel. Ze is alleen en bevindt zich in een prachtig door het ochtendlicht beschenen voorkamer. Boven alles beeldt het tafereel een sfeer van rust uit. Rings vrouw zit met de rug naar de kijker toe, hetgeen benadrukt dat ze zich onbespied voelt en niets bijzonders doet. In het vastleggen van het toevallige moment, met een benadrukking van het voorbijgaande, is de invloed van het impressionisme herkenbaar. In de afsnijding van links van de tafel waarop ze leunt zien we de invloed van Japanse prentkunst, evenals in de vlakverdeling en de verdichting van de ruimte. Het glanzende licht is op elk oppervlak te zien, precies zoals dat het geval is op een heldere ochtend. De tuin op de achtergrond is weelderig.
De symbolische kant van het werk richt zich vooral op het vangen van de juiste sfeer en stemming. Ring gebruikt welbewust een aantal compositorische middelen om als het ware onder het oppervlak van het dagelijks leven te komen. Hij schildert het portret met een voelbare liefde voor zijn vrouw, waarbij de mirte-takjes boven haar hoofd de directe symboliek aanreiken. Tegelijkertijd heeft het werk indringende directheid en zoekt Ring op subtiele wijze naar de spanning tussen de traditionele levensstijl en het moderne leven, zoals hij die in zijn tijd ervoer. De diagonale zithouding van zijn vrouw steekt af tegen de verticale ordening van het interieur. Ook is spanning voelbaar tussen de spirituele en de materiële wereld. Uiteindelijk zoekt de kunstenaar in dit werk naar een manier om de menselijke behoefte aan betekenis vast te leggen. Iedereen haalt uit het schilderij wat hij of zij er zelf in ziet.

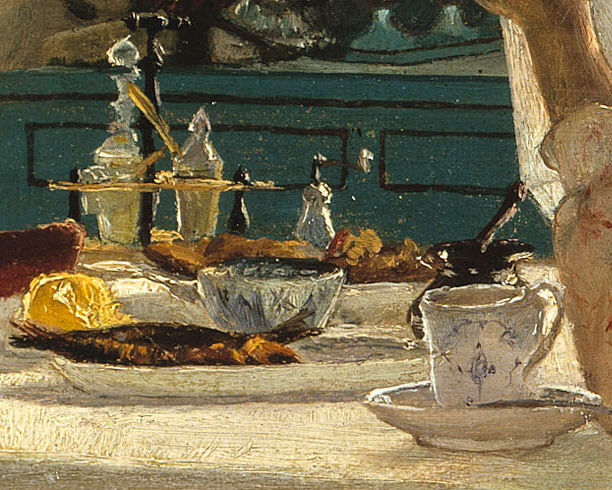
Detail: stilleven op tafel.